# 玉野御嶽神社
玉野御嶽神社（たまのおんたけじんじゃ）は、愛知県春日井市にある神社である。

## 概要
御嶽神社の分霊を頂き、創建されたと伝えられる。

## 祭神
- 天之御中主神
- 高御産巣日神
- 神産巣日神
- 国之常立神
- 大己貴命
- 少彦名命

## 交通アクセス
- JR東海中央本線定光寺駅下車、東海自然歩道を徒歩0.8km、20分[1]